# Adrienn Hormay
Adrienn Hormay (Pécs, 7 ottobre 1971) è una schermitrice ungherese, vincitrice di tre medaglie d'oro, due d'argento ed una di bronzo ai campionati mondiali di scherma.

## Palmarès
In carriera ha conseguito i seguenti risultati:
- Mondiali di scherma

Atene 1994: argento nella spada a squadre.
L'Aia 1995: oro nella spada a squadre.
Città del Capo 1997: oro nella spada a squadre.
Lisbona 2002: oro nella spada a squadre.
L'Avana 2003: bronzo nella spada a squadre.
Lipsia 2005: argento nella spada a squadre.
- Europei di scherma

Bolzano 1999: bronzo nella spada a squadre.
Funchal 2000: argento nella spada a squadre.
Coblenza 2001: oro nella spada a squadre.
Mosca 2002: oro nella spada a squadre.
Smirne 2006: argento nella spada a squadre.
Gand 2007: argento nella spada a squadre.
Kiev 2008: oro nella spada individuale.